# Josef Suilen
Josef Suilen (2 december 1955) is een Nederlands dirigent.

## Opleiding
Josef Suilen studeerde aanvankelijk bouwkunde en vervolgens aan de conservatoria van Maastricht en Amsterdam., klarinet en Orkestdirectie. Zijn leraren waren Jan Cober (klarinet, Maastricht), Joop van Zon (orkestdirectie, Amsterdam) en Emiel Kleijmeer (klarinet, Amsterdam).
Suilen studeerde af in 1984 voor Master Klarinet en in 1987 voor zijn Master orkestdirectie, cum laude.
Hij vervolgde zijn studie in Londen bij het Royal Opera House Covent Garden waar hij gecoacht werd door Bernard Haitink.

## Masterclasses
Hij volgde succesvolle masterclasses aan het Salzburger Mozarteum onder Milan Horvat, het Wereldmuziek Concours Kerkrade, onder Enrique Garcia Asensio en bij de Internationale Dirigentencursus van de NOS in Hilversum onder Jean Fournet.

## Activiteiten
Hij was assistent-dirigent bij Het Brabants Orkest en dirigeerde o.a. het Limburgs Symfonie Orkest en Brabants Orkest, het Gelders Orkest en het Zeeuws orkest, Bochumer Sinfoniker (D), Moravisch Philharmonisch Orkest (Tsjechië).
Hij was chef-dirigent van het Brabants Kamerorkest en lange tijd chef dirigent van het Nijmeegs Studenten Orkest en gaf uitvoeringen van grote symfonische werken, waaronder Sjostakovitsj' symfonie nr. 5, 8 en 10, Mahlers symfonie nr. 1, 4 en orkestliederen, Tsjaikovskis symfonie nr. 4, R. Strauss 4 Letzte Lieder, etc. Suilen was chef-dirigent van de Koninklijke Militaire Kapel Johan Willem Friso.
Hij was Music Director van de Nederlandse productie van ‘Les Miserables’, in Rotterdam en Amsterdam.
In 2010 dirigeerde hij in Bulgarije en Nederland Verdi’s Aïda.
Suilen dirigeert in o.a. Bulgarije en Roemenië de orkesten in Plovdiv, Oradea, Bacau, Cluj. Bij de Oekraïense Staatsopera in Odessa was hij na zijn debuut uitverkozen als een van de gegadigden voor het chef-dirigentschap.

## CD-opnamen
Hij heeft samen met Susanna Mildonian en het Brabants Kamerorkest en harp een cd opgenomen met werken van o.a. Debussy, Nielsen en Andriessen.